# 第61回全国高等学校ラグビーフットボール大会
第61回全国高等学校ラグビーフットボール大会は、1981年（昭和56年）12月30日から1982年（昭和57年）1月7日まで近鉄花園ラグビー場にて行われた全国高等学校ラグビーフットボール大会である。優勝校は、大阪府第2代表の大阪工大高校。（2回目）

## 日程
- 12月30日 1回戦
- 1月1日 2回戦
- 1月3日 準々決勝
- 1月5日 準決勝
- 1月7日 決勝

## 出場校
北海道・東北
- 北北海道 帯広工（初出場）
- 南北海道 函館北（6年ぶり5回目）
- 岩手県 黒沢尻工（5年連続13回目）
- 秋田県 秋田工（5年連続42回目）
- 福島県 磐城（2年連続2回目）

関東
- 栃木県 佐野（2年連続3回目）
- 埼玉県 熊谷工（6年連続14回目）
- 東京都第1 国学院久我山（2年ぶり11回目）
- 東京都第2 本郷（初出場）
- 神奈川県 相模台工（3年ぶり4回目）
- 山梨県 日川（4年連続13回目）

北信越・東海
- 新潟県 新潟工（16年連続16回目）
- 石川県 羽咋工（3年連続10回目）
- 静岡県 清水南（7年連続10回目）
- 愛知県 西陵商（2年連続17回目）
- 岐阜県 関商工（9年連続10回目）

近畿
- 京都府第1 花園（3年ぶり15回目）
- 京都府第2 伏見工（3年連続3回目）
- 大阪府第1 興國（2年連続7回目）
- 大阪府第2 大阪工大高（9年連続10回目）
- 兵庫県 神戸（8年ぶり9回目）
- 奈良県 天理（8年連続38回目）

中国
- 広島県 広島工（2年ぶり14回目）
- 山口県 萩工（3年ぶり4回目）

四国
- 徳島県 城南（2年ぶり3回目）
- 愛媛県 新田（4年連続22回目）

九州
- 福岡県 福岡（2年連続35回目）
- 長崎県 諫早農（2年ぶり9回目）
- 熊本県 熊本工（2年連続21回目）
- 大分県 大分舞鶴（4年連続21回目）
- 宮崎県 高鍋（3年ぶり4回目）
- 鹿児島県 宮之城（2年ぶり3回目）

## 試合時間
1、2回戦は25分ハーフで行い、2回戦以降は30分ハーフで行う。同点で終了した場合は抽選にて次回出場校を決める。

## 試合

### 1回戦
- 大阪工大高 34 - 0 羽咋工
- 黒沢尻工 10 - 8 大分舞鶴
- 諫早農 26 - 4 新潟工
- 西陵商 55 - 3 城南
- 高鍋 43 - 0 函館北
- 神戸 8 - 3 磐城
- 相模台工 41 - 4 萩工
- 国学院久我山 10 - 9 伏見工

- 花園 14 - 10 関商工
- 広島工 22 - 9 帯広工
- 清水南 19 - 3 福岡
- 熊谷工 22 - 6 天理
- 秋田工 45 - 3 熊本工
- 日川 13 - 4 新田
- 興國 12 - 4 佐野
- 本郷 30 - 0 宮之城

### 2回戦
- 大阪工大高 10 - 8 黒沢尻工
- 西陵商 22 - 3 諫早農
- 高鍋 51 - 0 神戸
- 相模台工 9 - 4 国学院久我山

- 花園 16 - 10 広島工
- 熊谷工 36 - 6 清水南
- 秋田工 10 - 4 日川
- 本郷 3 - 0 興國

### 準々決勝
- 大阪工大高 23 - 13 西陵商
- 高鍋 14 - 3 相模台工

- 熊谷工 20 - 0 花園
- 秋田工 14 - 14 本郷

### 準決勝
- 大阪工大高 12 - 6 高鍋
- 秋田工 10 - 9 熊谷工

### 決勝
- 大阪工大高（4年ぶり2回目） 13 - 4 秋田工